# Dolopichthys
Dolopichthys es un género de peces de la familia Oneirodidae, del orden Lophiiformes. Esta especie marina fue descrita por Samuel Garman en 1899.

## Especies
Especies reconocidas:
- Dolopichthys allector Garman, 1899
- Dolopichthys danae Regan, 1926
- Dolopichthys dinema Pietsch, 1972
- Dolopichthys jubatus Regan & Trewavas, 1932
- Dolopichthys karsteni Leipertz & Pietsch, 1987
- Dolopichthys longicornis A. E. Parr, 1927
- Dolopichthys pullatus Regan & Trewavas, 1932